# Uiutni
Uiutni (en rus: Уютный) és un poble (una khútor) de l'óblast de Rostov, a Rússia, que en el cens rus del 2021 tenia 1.309 habitants.